# Ma trận liên thuộc
Trong lý thuyết đồ thị, ta có thể biểu diễn 1 đồ thị G=(V,E) [có hướng hay vô hướng] thành một ma trận liên thuộc (incidence matrix).

## Định nghĩa

### Có hướng
—Nếu G là đồ thị có hướng không có khuyên, ma trận liên thuộc (hay liên kết đỉnh cạnh) của đồ thị G, ký hiệu A(G), là ma trận n*m (n: số đỉnh, m: số cạnh) được định nghĩa là A = (Aij) với quy ước:
```
    * A
ij
 = 1 nếu cạnh j hướng ra khỏi đỉnh i 
    * A
ij
 = -1 nếu cạnh j hướng vào đỉnh i. 
    * A
ij
 = 0 nếu cạnh j không kề đỉnh i.
```

### Vô hướng
—Nếu G là đồ thị vô hướng không có khuyên, ma trận liên thuộc (hay liên kết đỉnh cạnh) của đồ thị G, ký hiệu A(G), là ma trận n*m (n: số đỉnh, m: số cạnh) được định nghĩa là A = (Aij) với quy ước:
```
    * A
ij
 = 1 nếu đỉnh i kề với cạnh j. 
    * A
ij
 = 0 nếu ngược lại.
```

## Bậc Đồ Thị Dựa Vào Bảng Ma Trận

### Có hướng
- Tổng bậc ra (+) của các đỉnh = Tổng bậc vào (-) của các đỉnh = Đỉnh. Ký hiệu: Σdeg-(v) = Σdeg+(v) = |E|, trong đó |E| là số cạnh của đồ thị

(Trong minh họa hình trên: 7(-1) = 7(+1) = 7)
- Tổng bậc của tất cả các đỉnh = 2 lần số cạnh. Ký hiệu: Σdeg(v) = 2|E|

(Trong minh họa hình trên: 7(-1) + 7(+1) = 7*2)

### Vô hướng
- Tổng bậc của tất cả các đỉnh = 2 lần số cạnh. Ký hiệu: Σdeg(v) = 2|E|

(Trong minh họa hình trên: 14(1) = 7*2 )
Ví dụ:Nếu một đồ thị có 6 đỉnh bậc 3,2 đỉnh bậc 4,4 đỉnh bậc 5(tổng cộng 12 đỉnh) thì đồ thị có bao nhiêu cạnh?
Số cạnh 2|E|=6x3+2x4+4x5=46{\displaystyle \Rightarrow } |E|=23 
- Hệ quả:Số lượng các đỉnh bậc lẻ trong một đồ thị bất kì là số chẵn

## Nhận xét
- Trong ma trận của đồ thị có hướng tổng bậc ra của các đỉnh = Tổng bậc vào của các đỉnh = Đỉnh.
- Trong ma trận của đồ thị vô hướng tổng bậc của tất cả các đỉnh = 2 lần số cạnh.
- Ưu điểm:
  - Đồ thị có cạnh song song
  - Ma trận liên thuộc đỉnh-cạnh sẽ tiết kiệm bộ nhớ hơn khi đồ thị có ít cạnh/cung.
- Khuyết điểm:
  - Biểu diễn phức tạp